# 1434 w polityce
Wydarzenia polityczne w 1434 roku.

## Wydarzenia
- 6 maja - Zygmunt Kiejstutowicz wydał w Trokach potwierdził akt równouprawnienia prawosławnych w Wielkim Księstwie Litewskim z zachowaniem najwyższych urzędów dla litewskich katolików[1].
- 30 maja – Bitwa pod Lipanami.

## Zmarli
- 1 czerwca – Władysław II Jagiełło, król Polski.